# Burajdah
Burajdah je grad u Saudijskoj Arabiji, u pokrajini Kasim. Grad se nalazi u sjevernom središnjem dijelu države. Burajdah se nalazi na istoj udaljenosti i od Crvenog mora i od Perzijskog zaljeva.
Grad je glavni grad pokrajine Kasim. Nalazi se na rubu riječne doline Al-Rummah, te ima tipičnu pustinjsku klimu s hladnim zimama i toplim ljetima kao i s malom količinom padalina.
Temelj gospodarstva je još uvijek poljoprivredna proizvodnja tradicionalnih proizvoda iz oaza, kao što su datulje, limun i naranča. Uspješna je moderna proizvodnja pšenice.